# Guadramiro
Guadramiro – gmina w Hiszpanii, w prowincji Salamanka, w Kastylii i León, o powierzchni 31,48 km². W 2011 roku gmina liczyła 165 mieszkańców.